# Kunicyno (rejon charowski)
Kunicyno (ros. Куницыно) – wieś w Rosji, w rejonie charowskim obwodu wołogodzkiego. W 2002 r. liczyła 1 mieszkańców, a w 2010 r. była niezamieszkana.